# Amphizoa davidis
Amphizoa davidis is een keversoort uit de familie Amphizoidae. De wetenschappelijke naam van de soort is voor het eerst geldig gepubliceerd in 1882 door Lucas. De naam wordt vaak geschreven als Amphizoa davidi, auteurs spreken elkaar tegen wat als correcte spelling moet worden gezien.
De soort komt voor in China, provincie Sichuan.